# الحسون (فلم)
الحسون (بالإنجليزية: The Goldfinch) هو فيلم أمريكي مأخوذ عن رواية الحسون للكاتبة دونا تارت، الفيلم من إخراج جون كراولي وكتب السيناريو بيتر شتروغان. الفيلم من بطولة أنسيل أليغروت وأوكس فيجيلي وانيورين بارنارد وسارة بولوسون. وهو من توزيع ورنر بروس بيكتشرز.
تم عرض الفيلم لأول مرة في مهرجان تورنتو الدولي لعام 2019م.

## قصة الفيلم
تموت والدة الصبي ثيو في حادثة انفجار إرهابي في أحد المتاحف الفنية، و يتم تبني ثيو من قبل عائلة ثرية، وآخر ما تبقى لذكرى أمه هي لوحة تسمى الحسون.

## الصور

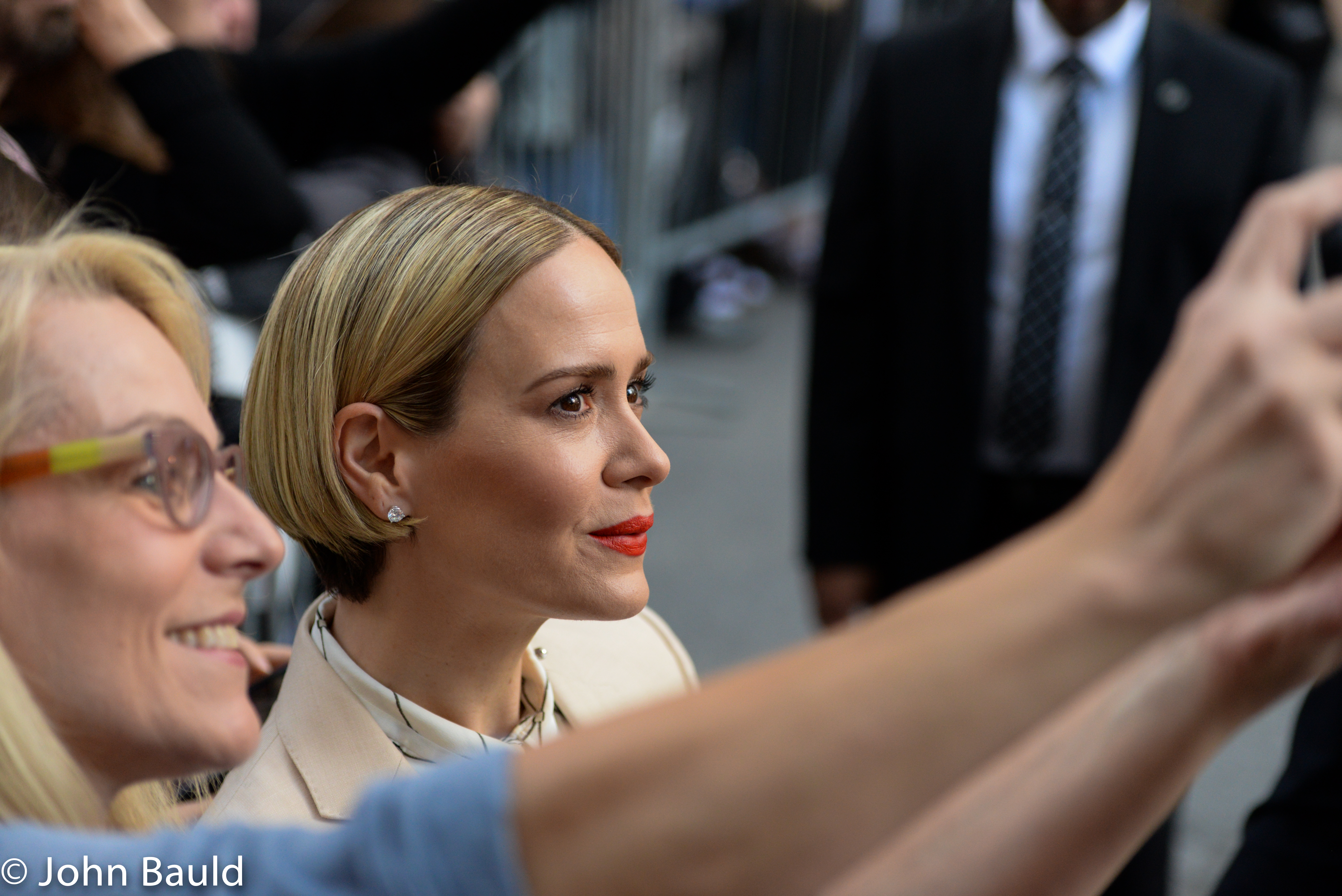
سارة بولوسن في مهرجان تورنتو الدولي
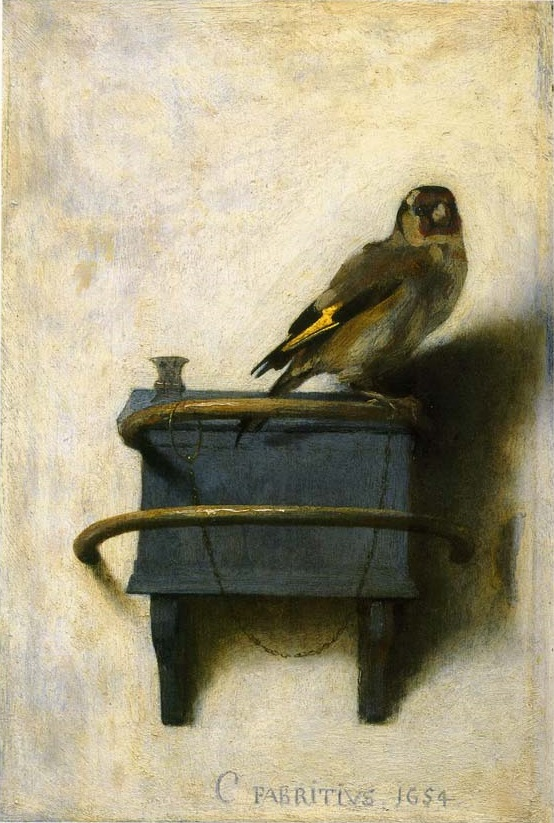
لوحة الحسون

## روابط خارجية
- مقالات تستعمل روابط فنية بلا صلة مع ويكي بيانات